# Els Gascons
Els Gascons, en Cretas (Matarraña, provincia de Teruel), es un yacimiento que forma parte del conjunto del Arte rupestre del arco mediterráneo de la península ibérica declarado Patrimonio de la Humanidad por la UNESCO en el año 1998 (ref. 874.631). Está al lado del barranco del Calapatà y a unos 200 metros del yacimiento de la Roca de los Moros. Fue descubierto a principio del siglo XX por Henri Breuil, que había llegado a estudiar la Roca de los Moros descubierta poco antes por Juan Cabré. Poco después, parte de las pinturas fueron arrancadas para conservarlas, pero acabaron destruidas.
Entre las figuras del yacimiento  había dos ciervos machos grandes manchados de rojo y negro que corrían hacia la izquierda, y que tenían sacados en común con los de la Roca de los Moros. Hay también otros animales (cabras, bóvidos y un caballo) y cuatro figuras humanas, tres de las cuales son arqueros.